# Miejsce Piastowe

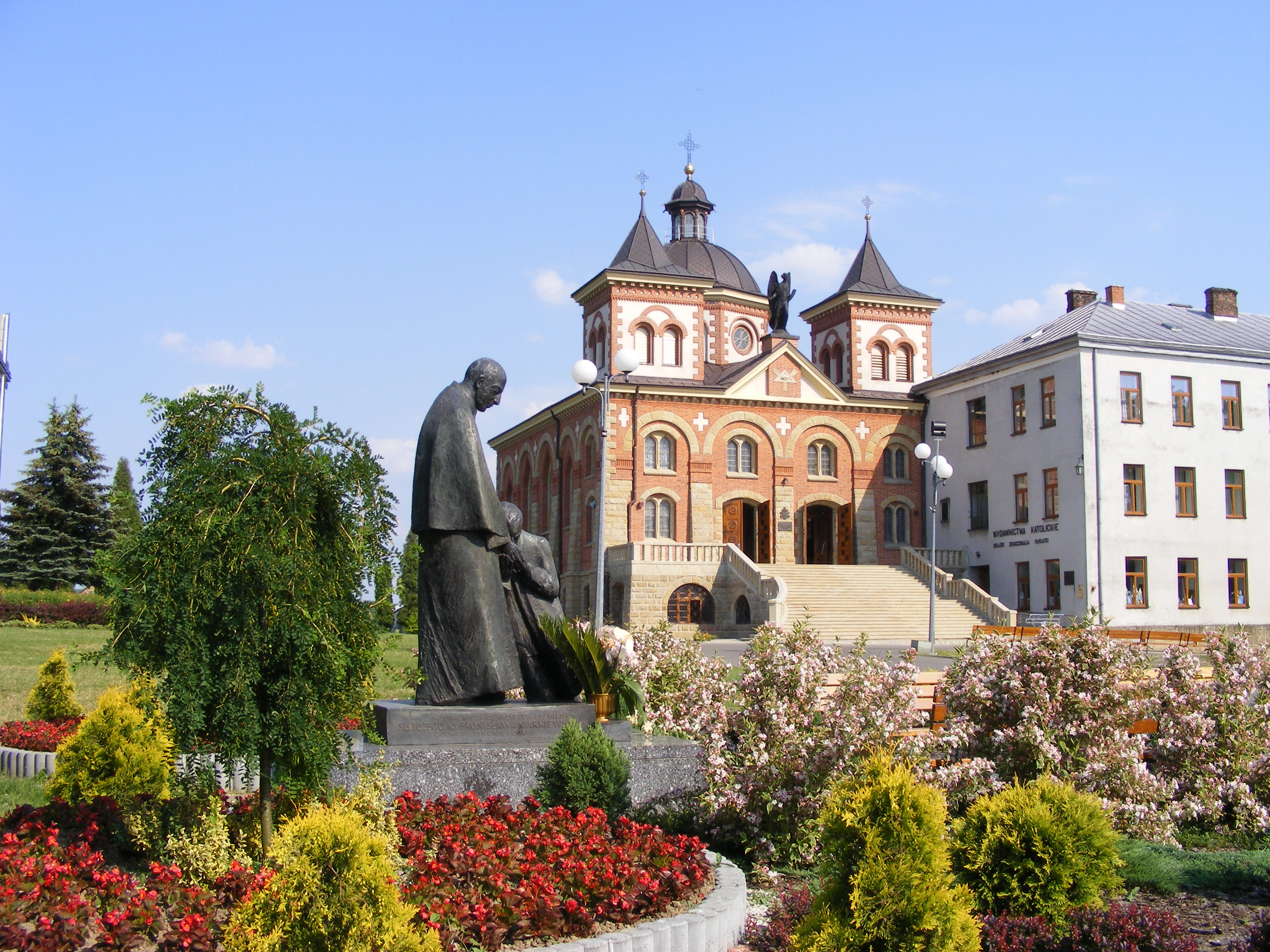
La chiesa

Miejsce Piastowe è un comune rurale polacco del distretto di Krosno, nel voivodato della Precarpazia.
Ricopre una superficie di 51,46 km² e nel 2004 contava 13 385 abitanti.